# Boulevard de Plombières
Pour les articles homonymes, voir Plombières.
Le boulevard de Plombières est une voie marseillaise située à la limite des 3e et 14e arrondissements de Marseille. 

## Situation et accès
Elle va de l'avenue Alexander-Fleming au boulevard Ferdinand-de-Lesseps.
Cet axe majeur de circulation est surplombé par une passerelle (« la passerelle de Plombières ») qui passe au-dessus du boulevard sur toute sa longueur permettant une liaison directe entre l’échangeur avec l’autoroute A7 et le nord-est de la ville, inaugurée le 27 avril 1970. 
Il fait partie de la route départementale 4C. Dans les années 2000, la passerelle a fait l’objet de lourds travaux de rénovation. La caserne des marins-pompiers desservant principalement les quartiers Nord s'y trouve ; elle est inaugurée le 4 février 1954.

## Origine du nom
Plombières est le nom du ruisseau qui prend sa source à Sainte-Marthe pour se jeter à la mer à Arenc par le biais du ruisseau des Aygalades dont il est affluent. Ce ruisseau se trouve en partie sous le boulevard.

## Bâtiments remarquables et lieux de mémoire
Ce boulevard a été aussi le lieu de tournage du célèbre film Taxi sorti en 1998 réalisé par Gérard Pirès lors de la scène de poursuite finale. 